# 2022년 북인도양 사이클론
다음은 2022년에 발생하는 사이클론들의 목록이다.

## 설명
- 활동 기간은 미국 날짜로 표시한다.

## 사이클론 이름
| - 제1호 사이클론 앗사니 (사용함) | - 제2호 사이클론 시트랭 (사용함) | - 제3호 사이클론 만더스 (사용함) |

## 같이 보기
- 2022년 북대서양 허리케인
- 2022년 동태평양 허리케인
- 2022년 태풍
- 2021~2022년 남서인도양 사이클론
- 2022년 북인도양 저기압